# Platja de Pals
La platja de Pals és una àrea d'interès natural, situada al municipi de Pals, al Baix Empordà.

## Característiques
Es tracta d'una platja formada per sorres mitjanes i fines, d'una llargada de 2,8 km i una amplada de més de 50 metres. Tocant-la per l'est hi ha un llarg cordó dunar o rereduna, i també dunes fixades.
Pel nord arriba fins a les Basses d'en Coll i pel sud limita amb la Platja del Racó, ja al municipi de Begur.
A l'objecte d'incorporar les singularitats mediambientals existents, la Direcció General d'Ordenació del Territori i Urbanisme de la Generalitat de Catalunya, ha dividit la platja en tres trams: platja Gran, classificada com a urbana, platja del Grau i platja del Massot, classificades com a naturals.

## Història
Precisament a la duna fixada hi havia les instal·lacions de Radio Liberty, que va emetre per primer cop el 1958, i va ser demolida el 2006. Tenia torres metàl·liques de fins a 169 metres d'alçada.
Forma part del Parc Natural del Montgrí, les Illes Medes i el Baix Ter des de 2010.

## Vegetació
Als Jonquers i Rodors existeixen dunes interiors de gran magnitud de fins a 15 metres d'alçada, les quals poden arribar a estar a uns quants quilòmetres terra endins, on només s'hi pot formar una vegetació molt concreta i exclusiva, resistent a la manca d'aigua i a la salinitat, i que serveix d'aixopluc per a determinades espècies animals. S'atribueix el seu origen a dunes litorals provinents de la Badia de Roses que amb l'efecte dominant de la tramuntana es van anar traslladant cap al sud durant segles. Foren fixades mitjançant plantacions de pins i de borró als segles xix i xx per protegir els espais agrícoles que es veien afectats per l'avançament de la sorra.
Les pinedes a Rodors, principalment de pi pinyer, han permès el creixement d'un sotabosc propi de l'alzinar mediterrani amb plantes com el llentiscle, el romaní i l'estepa blanca. Aquest sotabosc també té espécies pròpies dels sorrals primigenis com el lliri de mar, el rave de mar, la bufalaga marina o la creuadeta marina molt característiques del Jonquers, Les Basses d'en Coll o els terrenys on es trobaven les antigues antenes de Radio Liberty. Més a l'interior i a l'abric de les pinedes pot aparèixer l'alzina amb el marfull, l'aladern de fulla estreta, i l'aladern de fulla ampla, el galzeran ple d'ocells i nius en les zones de matolls i arbres.

Es tracta d'unes dunes força ben formades d'un Hàbitat natural d'Interés Comunitari Prioritari (HIC), inclòs dins l'Annex I de la Directiva 92/43/CEE, relativa a la conservació dels hàbitats naturals i de la fauna i flora silvestres, amb espècies autòctones amenaçades o en perill d'extinció a Catalunya pròpies de sorrals, dunes litorals i reredunes continentals fixades amb pinedes de pi pinyer i pi blanc dels paratges Rodors que quedaran greument eliminades per futures urbanitzacions, motiu pel qual s’ha creat l’Associació Salvem la Platja de Pals.

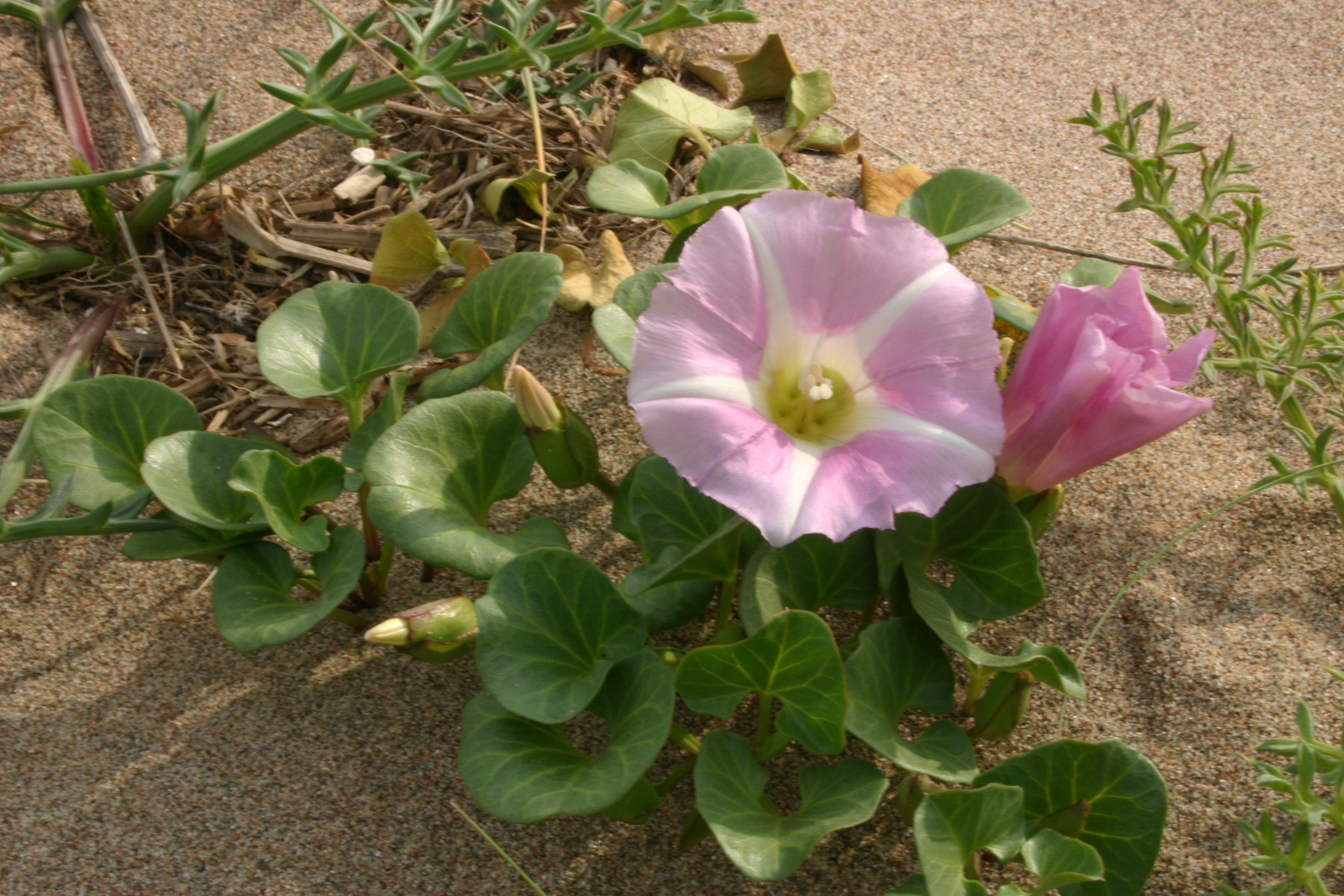
calystegia

## Espècies més freqüents al paratge Rodors de la Platja de Pals
Hi destaquen espècies endèmiques amenaçades o en perill d'extinció a Catalunya que formen part d'aquest hàbitat a Platja de Pals, pròpies de sorrals, dunes i reredunes fixades per pinedes que quedaran greument afectades, com el boleng roig (Alkanna tinctoria), la malcòmia (Malcolmia ramosissima), la maresia (Maresia nana), el Phleum (Phleum arenarium), (Senecio gallicus), algun exemplar d'estaquis marítim (Stachys maritima) i vulnerària (Anthyllis vulneraria), totes característiques i de presència a les dunes continentals amb pinedes de pi pinyer i pi blanc dels paratges Rodors.
Entre la fauna destaca la presència del gripau tòtil (Alytes obstetricans *), la serp verda (Malpolon monspessulanus *), el freqüent ratpenat de cova de Schreibers (Miniopterus schreibersii), el llangardaix (Lacerta lepida *), petits mamífers com la guineu roja (Vulpes vulpes), els eriçons (Erinaceus sp.*), les genetes (Genetta genetta) els talps (Talpa europaea), conills (Oryctolagus cuniculus), mosteles (Mustela nivalis*), determinades espècies de quiròpters com la ratapinyada d'orelles dentades (Myotis emarginata *).
S'hi pot trobar també una gran varietat d'ocells. En diverses èpoques de l'any es poden veure el mussol comú (Athene noctua *), l'esparver cendrós  (Circus pygargus *)]], l'àliga cuabarrada (Hieraaetus fasciatus * ), el falcó peregrí (Falco peregrinus *), el xot  (Otus scops *), la tórtora turca (Streptopelia decaocto), el tudó (Columba palumbus), el picot verd (Picus viridis *), les mallerengues (Parus sp.*), els tallarols (Sylvia sp.*), el gafarró (Serinus serinus *), el raspinell comú (Certhia brachydactyla*), l'estornell (Sturnus vulgaris), la cadernera (Carduelis carduelis*), la gavina corsa (Larus audouinii *), el xoriguer (Falco tinnunculus*), l'esparver (Accipiter nisus *), i a l'hivern l'òliba (Tyto alba *), el cargolet (Troglodytes troglodytes*), el pit-roig (Eritacus rubecula*), la merla (Turdus merula), els mosquiters (Phylloscopus sp.*), la mallerenga cuallarga (Aegithalos caudatus *), i a l'estiu l'abellerol (Merops apiaster *), la tórtora (Streptopelia turtur), el corriol (Charadius sp.*), el cucut (Cuculus canorus *), el falciot negre (Apus apus *), el falciot pàl·lid (Apus pallidus *), el ballester (Apus melba*), la puput (Upupa epops*), i l'oreneta (Hirundo rustica*) entre d'altres. Les espècies marcades amb asterisc (*) consten com espècies protegides de la fauna salvatge autòctona a l'Annex del Decret Legislatiu 2/2008.
Segons l'Informe sobre l'avaluació del grau d'amenaça i de l'estat de conservació dels diferents tipus d'hàbitats, de desembre de 2008, realitzat per la UB, Grup de Geobotànica i Cartografia de la vegetació, dirigit per Jordi Carreras i Albert Ferré, per encàrrec del Departament de Medi Ambient i Habitatge, sobre l'avaluació del grau d'amenaça i de l'estat de conservació dels hàbitats, el tipus d'habitat Dunes residuals plantades de pins al litoral (hàbitat codi Corine núm. 162982 +, 162983+, Codi HIC 2270) ha estat destacat pel seu valor de conservació i grau d'amenaça. D'acord amb això, aquest tipus d'hàbitat pot requerir mesures de conservació prioritària.

## Zones dunars de Catalunya
De les 24 zones dunars de la Costa Brava, només dues tenen un bon estat de conservació: les de la Platja de Pals i les de la part sud del Rec del Molí de L'Escala, segons diferents estudis (18/04/09 El Punt Avui per Oriol Mas). El Pla Territorial Parcial de les Comarques Gironines defineix les pinedes de Rodors de "Zona 16.C. Dunes residuals plantades de pins (Pinus pinea, P. pinaster), al litoral ", amb un grau d'amenaça a Catalunya: "4. Molt amenaçat ", i grau de raresa a Catalunya: "5. Molt rar ". La pineda litoral Rodors és, segons aquest Pla, part d'un eix conflictiu per a la connectivitat.